# Capivari (ort)
Capivari är en ort i Brasilien.   Den ligger i kommunen Capivari och delstaten São Paulo, i den sydöstra delen av landet, 800 km söder om huvudstaden Brasília. Capivari ligger 555 meter över havet och antalet invånare är 35 518.
Terrängen runt Capivari är platt. Capivari är det största samhället i trakten. 
Omgivningarna runt Capivari är en mosaik av jordbruksmark och naturlig växtlighet. Runt Capivari är det ganska tätbefolkat, med 111 invånare per kvadratkilometer.